# Герой Узбекистана
Звание «Герой Узбекистана» (узб. Ўзбекистон қаҳрамони, Oʻzbekiston qahramoni) — высшая государственная награда Узбекистана.
Является высшей степенью отличия и присваивается гражданам Республики Узбекистан за заслуги перед государством и народом, связанные с совершением геройского подвига. В исключительных случаях звание «Герой Узбекистана» может быть присвоено и лицам, не являющимися гражданами Республики Узбекистан.
Звание «Герой Узбекистана» присваивается Президентом Республики Узбекистан. Указ о присвоении звания публикуется в печати и других средствах массовой информации. Лицу, удостоенному звания «Герой Узбекистана», вручаются медаль «Олтин Юлдуз» и соответствующий документ о присвоении звания.
Закон об установлении звания «Герой Узбекистана» и учреждении медали «Олтин Юлдуз» введен в действие Постановлением ВС Республики Узбекистан 05.05.1994 года (№ 1039-XII), в него внесены изменения в соответствии с Законом РУз от 30.08.1996 года (№ 278-I) и Законом РУз от 03.12.2004 года (№ 714-II).

## Описание медали
Медаль «Олтин Юлдуз» изготавливается из сплава золота 585 пробы и имеет форму восьмиконечной звезды с гладкими двухгранными лучами на лицевой стороне. Расстояние между противоположными концами звезды 32 миллиметра. В центре медали внутри круга диаметром 8 миллиметров размещены полумесяц и пятиконечная звезда, соответствующие символике Государственного герба Республики Узбекистан. Полумесяц вписывается в окружность диаметром 6 миллиметров, а диаметр окружности пятиконечной звезды — 3 миллиметра.
На оборотной стороне в центре медали расположен Государственный герб Республики Узбекистан. Под гербом в нижнем луче нанесен номер медали вогнутым шрифтом размером 1 миллиметр.
Медаль с помощью ушка и кольца из серебра соединяется с серебряной колодкой размером 16 х 25 миллиметров, выполненной в виде прямоугольной формы с боковыми выемками. Детали колодка и соединительное кольцо покрыты золотом толщиной 0,25 микрон. Внутренняя часть колодки покрыта золотошвейной лентой с цветными полосками Государственного флага республики. Размер ленты 11 х 20 миллиметров.
Колодка на оборотной стороне имеет булавочное крепление. Вес медали 12,5 грамма.